# Лозанна
Лоза́нна (фр. Lausanne МФА: [lo'zan]) — місто на заході Швейцарії, столиця франкомовного кантону Во і адміністративного району Лозанна. Лозанна — друге за величиною франкомовне місто в Швейцарії та п'яте за величиною місто країни. Місто є значним економічним, культурним та освітнім центром західної Швейцарії. У Лозанні розташовується штаб-квартира Міжнародного олімпійського комітету.

## Географія

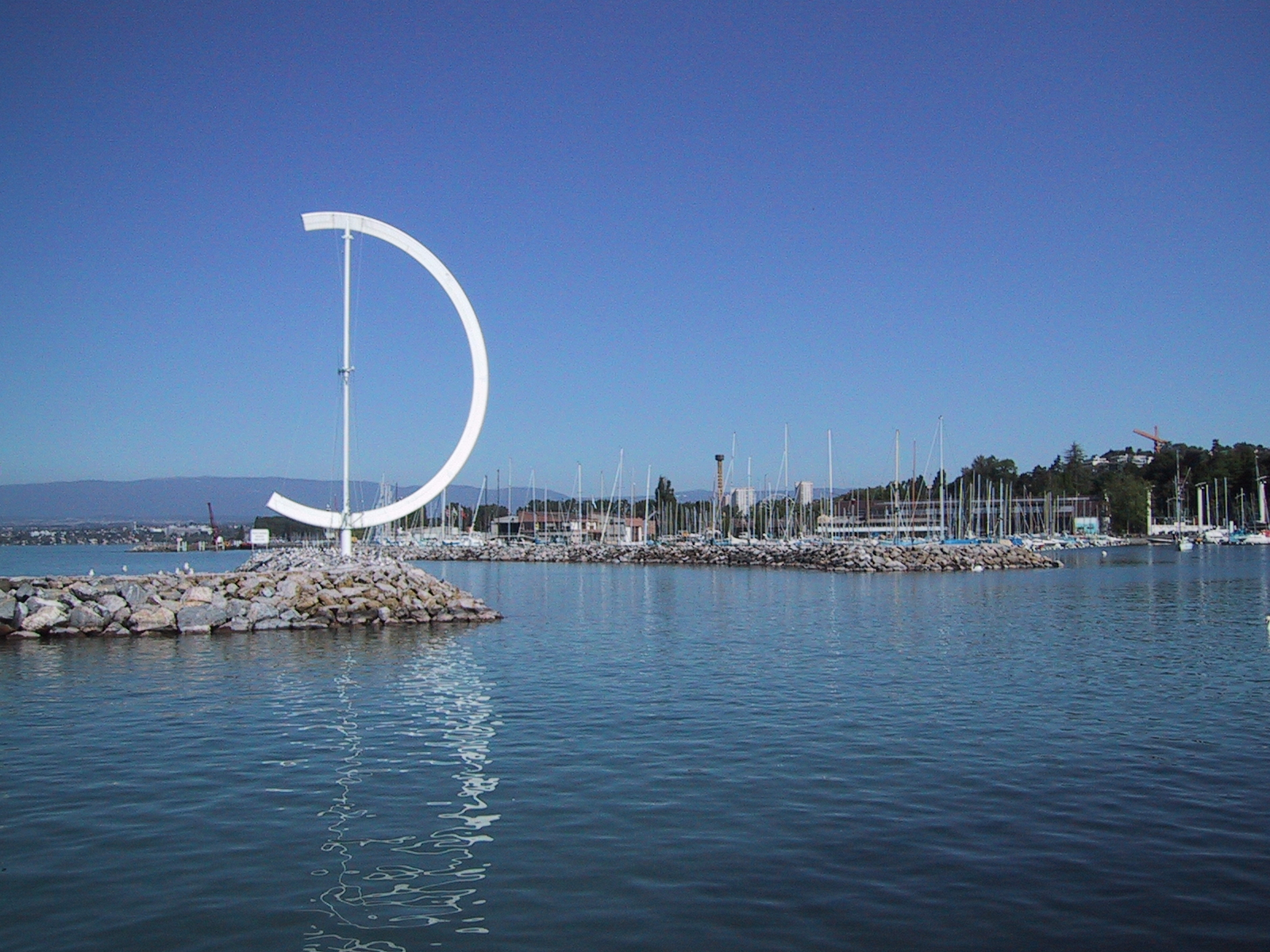
Водяна статуя на півдні Лозанни

Лозанна розташована на березі Женевського озера, на відстані близько 80 км на південний захід від Берна, 66 км на північний схід від Женеви, у центрі традиційного виноробного регіону Ляво. Через місто історично протікають дві річки — Флон і Лув, але зараз (в межах міста) вони прибрані в підземні тунелі. У північній частині підземного паркінгу на площі Ріпон відкрита частина підземного русла і можна побачити як протікає Флон.
Лозанна має площу 41,4 км², з яких на 44,7% дозволяється будівництво (житлове та будівництво доріг), 16,1% використовуються в сільськогосподарських цілях, 39,1% зайнято лісами, 0,2% не є продуктивними (річки, льодовики або гори).

## Історія

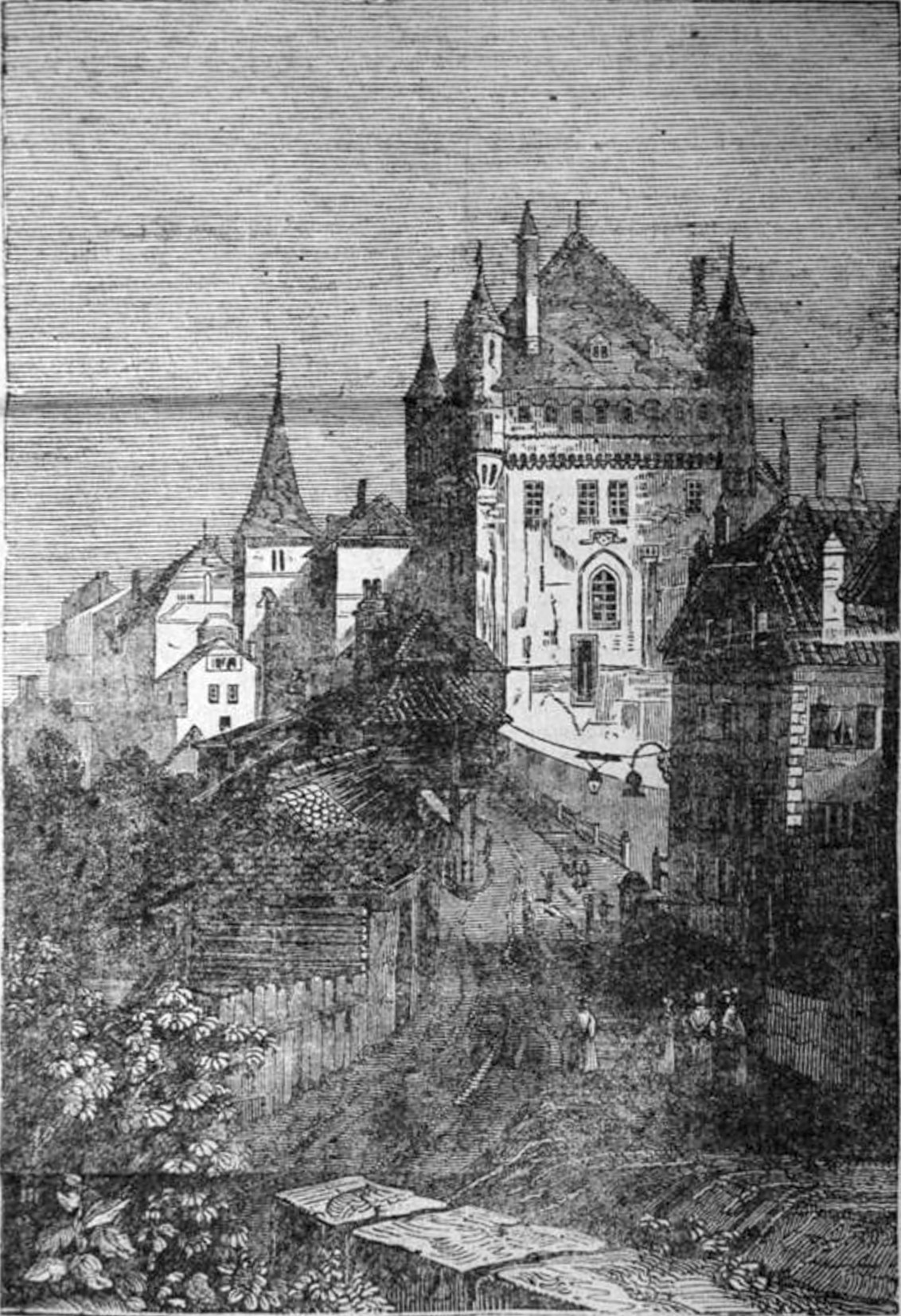
Лозанна в 1837

Поселення людей на території сучасної Лозанни з'явилися ще в четвертому тисячолітті до нашої ери. Перші згадки про побудований римлянами військовий табір, який вони назвали Лузанна (лат. Lousonna), відносяться до 15 року до н. е.. Розкопки цього табору можна побачити в районі Віді, недалеко від Женевського озера. У середині IV століття, у зв'язку з німецькими вторгненнями, що почастішали, місто на цьому місці було покинуте і пересунулося на горби, що лежали вище над озером. У середні віки управління здійснювалося лозаннським єпископатом і герцогами Савої, але під час Реформації доступ савойців до території сучасного кантону Во був блокований Женевою і місто перейшло під владу герцогів Берна, під контролем яких він і залишався з 1536 по 1798 роки. У результаті наполеонівських війн, в 1803 Лозанна стала столицею щойно заснованого кантону Во, що приєднався до Швейцарської Конфедерації.

## Демографія
2019 року в місті мешкало 139 408 осіб (+9,1% порівняно з 2010 роком), іноземців було 42,4%. Густота населення становила 3369 осіб/км².
За віковим діапазоном населення розподілялося таким чином: 19,4% — особи молодші 20 років, 65,9% — особи у віці 20—64 років, 14,7% — особи у віці 65 років та старші. Було 69203 помешкань (у середньому 2 особи в помешканні).
Із загальної кількості 124 073 працюючих 121 був зайнятий в первинному секторі, 6308 — в обробній промисловості, 117 644 — в галузі послуг.

## Економіка
У місті міститься штаб-квартира світового гіганта тютюнової промисловості компанії Філіп Морріс Інтернешнл.

## Транспорт

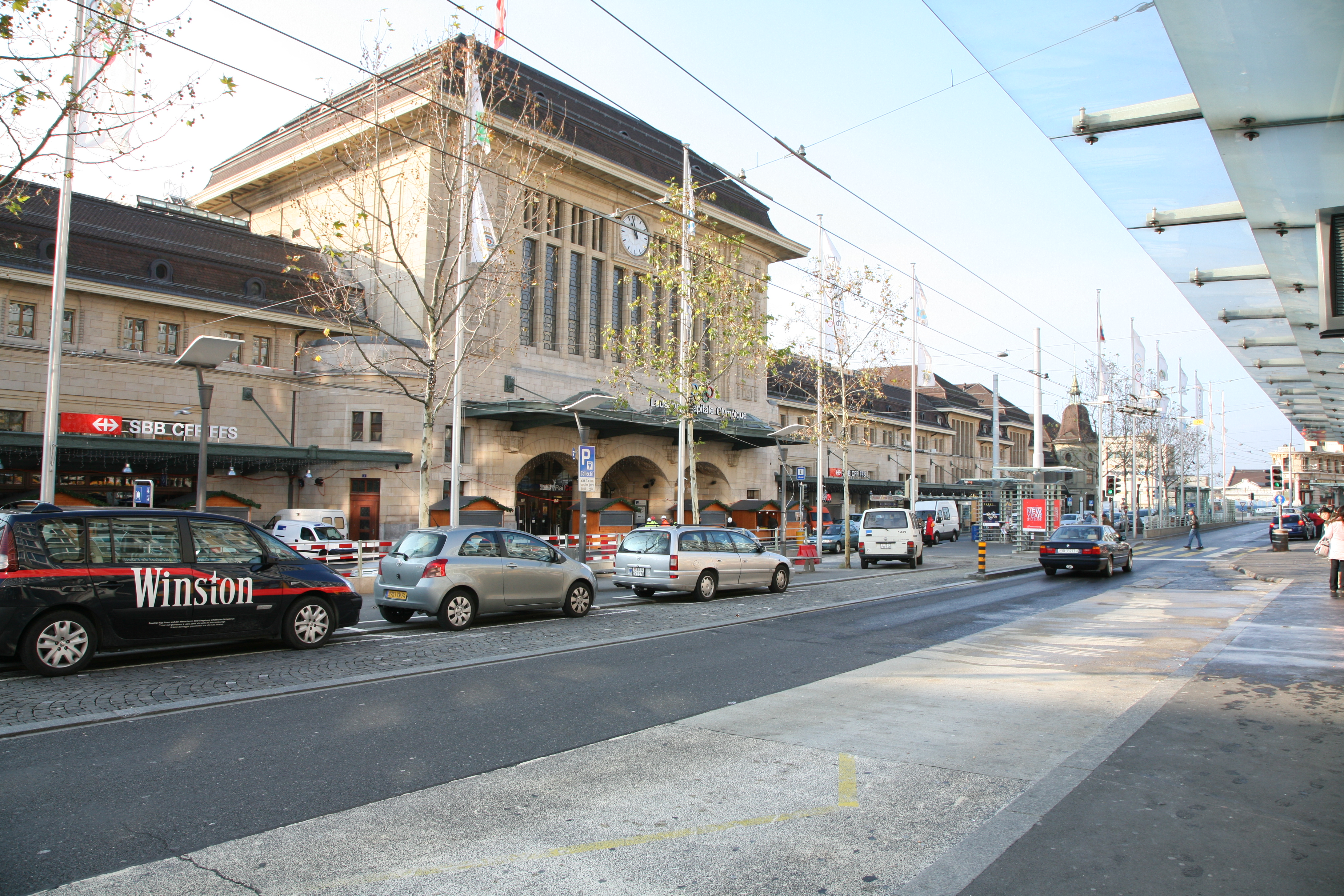
Вокзал Лозанни

Лозанна — великий транспортний вузол на півдні Швейцарії. З давніх часів через місто проходила дорога, що зв'язує Женеву з Берном. Регіональний аеропорт Блешерет розташований на північній околиці міста. Найближчий міжнародний аеропорт знаходиться у Женеві. Пароплавство CGN здійснює пасажирські перевезення по всіх містах Женевського озера як в туристичних цілях, так і для переправи.
- автомагістраль A1: проходить з Женеви на північ до Боденського озера через Берн, Цюрих та Санкт-Галлен. На території міста перетинається з європейськими автомобільними маршрутами E 23 та E62.
- автомагістраль A5: виходить з Лозанни паралельно автодорозі А1 на північ в Невшатель і Ааргау.
- автомагістраль A9: проходить з кантону Во на південний схід до кантону Вале.

### Залізниця
Від залізничного вокзалу Лозанни вирушають пасажирські і високошвидкісні потяги в 4-х напрямках Швейцарії: на Берн, Женеву, Ольтен і Домодоссолу; а також потяги мережі TGV на Париж і Мілан. Вокзал розташований між Женевським озером і центром міста.
Сучасну будівлю вокзалу в стилі модерн було побудовано в 1916 році на місці колишнього вокзалу, побудованого в 1856 році. Будівля належить та експлуатується Швейцарськими залізницями. Діє також вантажна станція Себейон.
З підземної станції Лозанна-Флон вирушають приміські електропоїзди на Бершер. Лінія є вузькоколійною завдовжки 24 км, відкрита в 1872 році. В межах міста розташована також станція Лозанна-Шодерон. Потяги, що курсують на лінії Лозанна — Бершер, обслуговуються залізничною компанією LEB. Пасажирообіг в 2010 році склав 2,9 млн осіб.
До 2016 року планувалося запуск залізничного сполучення RER, що мав сполучити Лозанну з Женевою і прикордонними районами Франції.

### Громадський транспорт

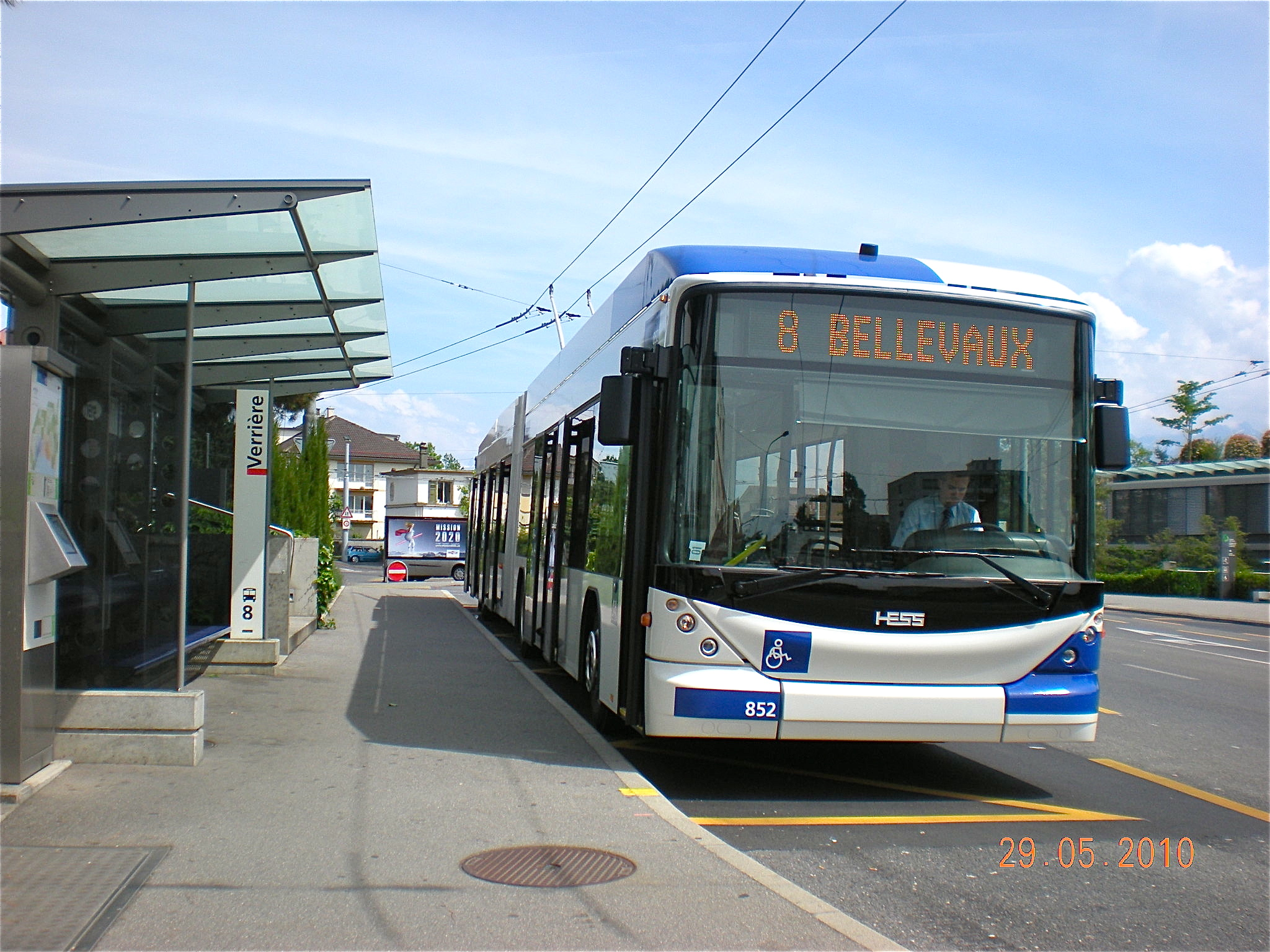
Тролейбус

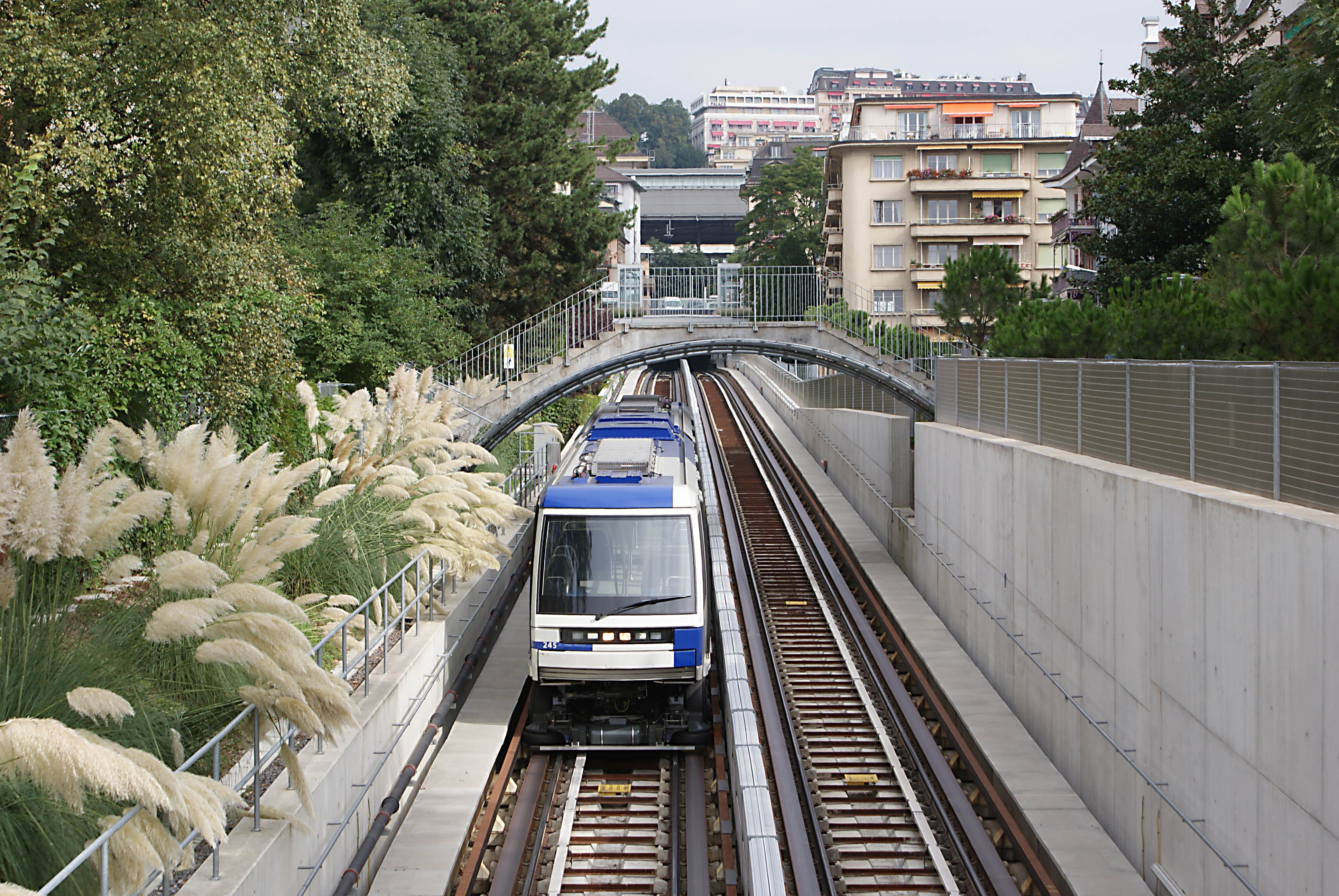
Лінія метро М2

Громадський транспорт складається переважно з тролейбусів, а також автобусів, метро та приміських поїздів. Мережею громадського транспорту управляє компанія TL, найбільшим власником якої є муніципалітет.
Довжина маршрутної мережі становить 173 км; парк рухомого складу в 2009 році налічував 58 тролейбусів, 35 зчленованих тролейбусів; 7 автобусів, 59 зчленованих автобусів, 6 двоповерхових автобусів, 24 автобуси, що працюють на зрідженому природному газі; за рік по місту перевезено 93 млн пасажирів. Рухомий склад громадського транспорту має біло-сині лівреї.
Лозаннський тролейбус утворює найстарішу і найбільшу в Швейцарії мережу. Він був відкритий в 1932 році і поступово замінив собою трамвай, що курсував у 1896—1964 роках. На 10 маршрутах працюють як поодинокі, так і зчленовані тролейбуси. Через горбистий рельєф міста трамвай вважається невигідним і повільним видом транспорту для Лозанни. Між Лозанна-Флон і Ренаном до 2018 року заплановано побудувати трамвайну лінію.
Лозаннський метрополітен — єдиний у Швейцарії. Лозанна — наймалолюдніше місто в світі, що має метрополітен. Метро має 2 лінії; потяги складаються з двох вагонів. Лінія М1, відкрита в 1991 році, є легким метро і нагадує швидкісний трамвай, складається з 15 станцій. Лінія М2 (проєкт був схвалений на референдумі) була відкрита у 2008 році, замінивши раніше існуючий фунікулер. Лінія завдовжки 6 км проходить переважно під землею, перепад висот становить 375 метрів, складається з 14 станцій, час у дорозі від краю до краю становить 18 хвилин. Потяги на лінії має шинний хід без мотора під силою гравітації і управляються автоматикою без машиніста. Заплановано розробка проєкту лінії М3, яка зв'яже міський аеропорт Блешерет із залізничним вокзалом. Прокат велосипедів організований мережею самообслуговування Velopass і залізничним вокзалом Лозанни.

## Освіта
У Лозанні знаходяться декілька відомих навчальних закладів. Серед них Федеральна політехнічна школа Лозанни та найстарша у світі Школа готельної справи. У місті також знаходяться Лозаннський університет, Вищі академічні студії, Міжнародна академія науки та технології спорту, Бізнес-школа Лозанни, Міжнародний інститут розвитку менеджменту.

## Спорт

### Спортивні організації

Емблема МОК

У Лозанні розташована штаб-квартира Міжнародного олімпійського комітету, а також найбільший у світі музей спорту — Олімпійський музей, побудований при участі МОК (варто відвідати й Олімпійський парк, висаджений навколо музею).
Список визнаних МОК міжнародних спортивних федерацій, розташованих у Лозанні:
- Міжнародна федерація бейсболу [Архівовано 18 лютого 2009 у Wayback Machine.] (англ.)
- Міжнародна федерація водних видів спорту [Архівовано 11 лютого 2011 у Wayback Machine.] (англ.)
- Міжнародна федерація волейболу [Архівовано 14 травня 2012 у Wayback Machine.] (англ.)
- Міжнародна федерація веслування [Архівовано 13 лютого 2021 у Wayback Machine.] (англ.)
- Міжнародна федерація кінних видів спорту (англ.)
- Міжнародна федерація любительського боксу [Архівовано 21 березня 2012 у Wayback Machine.] (англ.)
- Міжнародна федерація настільного тенісу [Архівовано 17 жовтня 2000 у Wayback Machine.] (англ.)
- Міжнародна федерація спортивного танцю [Архівовано 22 травня 2011 у Wayback Machine.] (англ.)
- Міжнародна федерація стрільби з луку [Архівовано 22 лютого 2011 у Wayback Machine.] (англ.)
- Міжнародна федерація фехтування [Архівовано 17 лютого 2011 у Wayback Machine.] (фр.)
- Міжнародна федерація хокею на траві (англ.)

Тут же міститься Міжнародний спортивний арбітражний суд [Архівовано 9 лютого 2014 у Wayback Machine.].

### Спортивні змагання в Лозанні
- Щоосені проходить лозаннський марафон, що включає не тільки класичну дистанцію 42 195 м, але й безліч дистанцій для менш витривалих любителів бігу (а також напівмарафони для неповносправних на візках і любителів роликових ковзанів). Марафон стартує на площі Мілана в Лозанні, далі дистанція розгортається уздовж Женевського озера по Route du Lac до містечка Ла Тур-де-Пе, де марафонці розвертаються і через 21 кілометр фінішують в Лозанні, на березі озера в районі Уші́.
- Навесні, за сприяння Міжнародного олімпійського комітету, проводиться традиційний забіг 20 кілометрів Лозанни [Архівовано 28 вересня 2007 у Wayback Machine.]. Бігуни стартують на березі озера у Віді, підіймаються, пробігаючи через міські квартали, до Кафедрального Собору Лозанни (536 м над рівнем моря), а потім знову спускаються до озера, щоб фінішувати на стадіоні ім. П'єра де Кубертена (375 м над рівнем моря)
- Атлетіссима [Архівовано 10 березня 2006 у Wayback Machine.] — регулярні легкоатлетичні змагання спортсменів-професіоналів, що проходять на Олімпійському стадіоні Лозанни.

## Визначні пам'ятки
- Готична церква Св. Франциска
- пізньоготична Ратуша
- собор Нотр-Дам
- замок Больє
- Історичний музей Лозанни

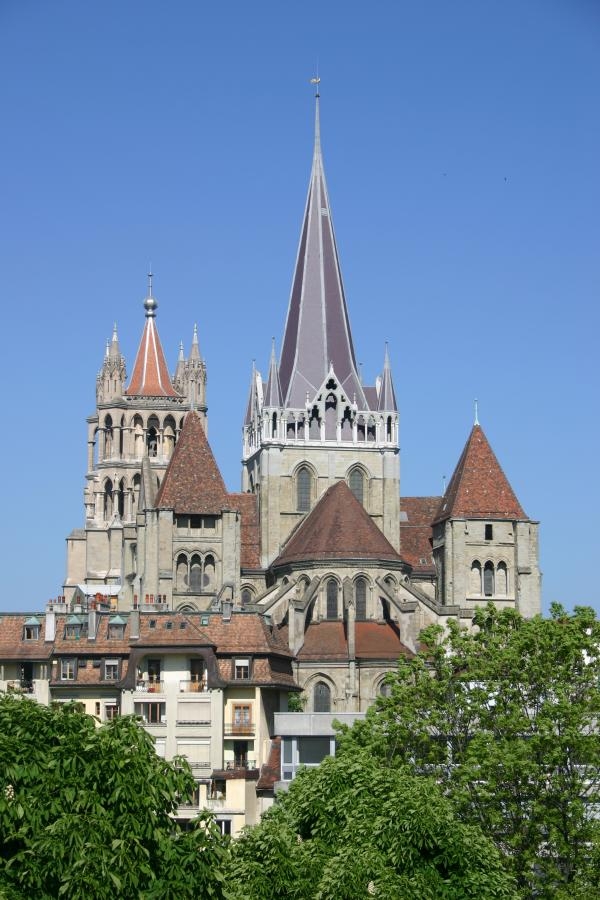
Кафедральний собор Нотр-Дам

- Кантональний музей археології та історії
- Музей в замку Больє з роботами ув'язнених і психічно хворих людей
- Кантональний музей витончених мистецтв
- парк Мон-Репо
- парк і музей Ермітаж
- Елісейський парк

## Персоналії
- Шарль Фердинанд Рамю (1878—1947) — швейцарський письменник, писав французькою мовою.